# Leonor Noivo
Leonor Noivo (Portugal, 1976), é uma realizadora e argumentista portuguesa premiada. 

## Biografia
Leonor Noivo nasceu em 1976. 
Após estudar Arquitectura e Fotografia, inscreveu-se  na Escola Superior de Teatro e Cinema, onde fez a especialização em montagem e realização tendo concluído o curso em 2004. Dois anos mais tarde, em 2006, termina na Fundação Calouste Gulbekian, o curdo de documentário dos Ateliers Varan. 
Ao da sua carreira trabalhou como assistente de realização, produtora, montadora e anotadora em filmes vários realizadores, nomeadamente: Carlos Conceição, Cláudia Varejão, Cristina Hauser, Gonçalo Galvão Teles,  João Botelho, João Pedro Rodrigues, João Salaviza, José Nascimento, João Nicolau, Manoel de Oliveira, Rui Simões, Marília Rocha, entre outros. 
Em 2008, funda juntamente com com os cineastas João Matos, Luísa Homem, Pedro Pinho, Susana Nobre e Tiago Hespanha a produtora Terratreme, onde assume a coordenação dos projectos nela desenvolvidos. 

## Prémios e Reconhecimento
Na edição de 2012 do Festival de Curtas Vila do Conde, obteve uma Menção Honrosa do Júri na secção competição nacional com A Cidade e o Sol. 
Com Tudo o que eu Imagino, é duplamente premiada no Festival Caminhos do Cinema Português em 2017, ganhando os prémios de Melhor Argumento Original e o Melhor Comunicação IVITY Brand Corp.  Por ele, recebe também em 2018, o Prémio Especial do Júri no Festival de Cinema Luso-Brasileiro de Santa Maria da Feira e uma Menção Honrosa no Córtex - Festival de Curtas Metragens de Sintra. 
Em 2019, obtem uma Menção Honrosa no Prémio Marseille Espérance, do festival  FIDMarseille pelo filme Raposa, onde mistura ficção com realidade, para se debruçar sobre a anorexia nervosa e pelo qual também recebeu uma Menção Especial do Júri no Prémio Georges de Beauregard International. 
Volta a ser premiada no Festival de Curtas Vila do Conde de 2021, ganhando o Prémio Pixel Bunker para Melhor Filme, na secção Competição Nacional com a curta-metragem Madrugada. Com ela também obtem uma Menção Honrosa no VISTACURTA - Festival de Curtas de Viseu.

## Filmografia Seleccionada
Realizou os filmes: 
- 2001 - Macau Aparte, documentário
- 2005 - Salitre, ficção
- 2006 - Aeroporto, documentário
- 2006 - Assembleia, documentário
- 2006 - Excursão, documentário
- 2009 - Santos dos Últimos Dias, documentário
- 2011 - Inside Out, documentário
- 2012 - A Cidade e o Sol, ficção
- 2012 - Outras Cartas ou O Amor Inventado, documentário sobre a influência das Novas Cartas Portuguesas [22]
- 2016 - Setembro, ficção
- 2017 - Tudo O Que Imagino, documentário
- 2019 - Raposa, documentário e ficção que aborda a anorexia nervosa [23][16]
- 2021 - Madrugada, ficção [24]

## Ligações Externas
- CanalQ | A vida é Qurta: entrevista a Leonor Noivo (2010)
- Lugar do Real | Enrevista a Leonor Noivo (2013)
- DocLisboa'19 | Trailer: Raposa